# Talaus semicastaneus
Talaus semicastaneus là một loài nhện trong họ Thomisidae.
Loài này thuộc chi Talaus. Talaus semicastaneus được Eugène Simon miêu tả năm 1909.